# Carl Adolf von Carlowitz

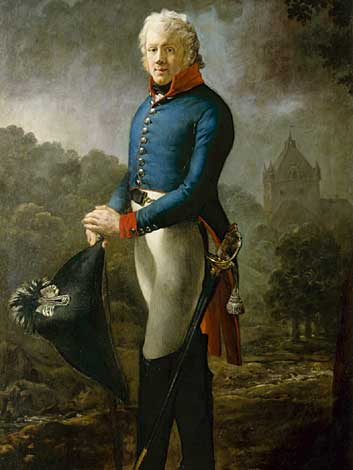
Carl Adolf von Carlowitz, Herr auf Großhartmannsdorf und Liebstadt. Rechts im Hintergrund ist Schloss Kuckuckstein zu sehen. 1805 von Anton Graff porträtiert.

Carl Adolf von Carlowitz (* 21. Juli 1771 in Großhartmannsdorf; † 20. Januar 1837 in Breslau) war ein preußischer Generalleutnant sowie Gouverneur von Breslau, dazu zweiter Majoratsherr auf Großhartmannsdorf und Liebstadt.

## Leben

### Herkunft
Seine Eltern waren Hans Karl August von Carlowitz (1727–1793) und dessen erster Ehefrau Johanne Agnes Frederike, geborene von der Schulenburg (1753–1785). Sein Vater war Majoratsherr auf Großhartmannsdorf, Liebstadt mit Wingendorf, Herbergen, Göppersdorf, Döbra und Berthelsdorf, auf Oberschöna und Oberreichenbach sowie seit 1784 Kirchbach und Steina. Carl Adolf war der älteste Sohn, aber auch seine Brüder konnten in einflussreiche Stellungen aufsteigen:
- Hans Georg (1772–1840), Geheimer Rat und Staatsminister
- Friedrich August Wendelin (1774–1841), Kammerherr, Kriegs-, Domänen- und Ökonomiedirektor in Sachsen-Coburg
- Franz Gottlob Ernst (1779–1808), Premierleutnant im Garde du Corps
- Hans Heinrich Adolf Job (1787–1865), sächsischer Major a. D., Vorsitzender der Ritterschaft des Stiftes Wurzen

Sein jüngster Bruder entstammt der zweiten Ehe seines Vaters von 1786 mit Christiane Adolfine von Carlowitz (1760–1806).

### Militärkarriere
Carlowitz wurde schon früh auf den Militärdienst vorbereitet. Nach einer gründlichen Ausbildung durch Hauslehrer kam er zu einem sächsischen Artillerieoffizier in Pension. Von dort kam er am 28. Februar 1786 als Kornett in das Kürassierregiment „Kurfürst“ der Sächsischen Armee. Es lag nahe bei seiner Heimat in Marienberg in Garnison. Am 23. März 1791 wurde er als Premierleutnant zur Garde du Corps versetzt. Im Ersten Koalitionskrieg kämpfte Carlowitz bei der Belagerung von Mainz und stieg bis 1797 zum Rittmeister auf. Als 1797 sein Vater starb, beschloss er zu heiraten und sich auf seine Güter zurückzuziehen. Carlowitz widmete sich dabei den Wissenschaften und pflegte Korrespondenz mit zahlreichen Gelehrten. Aber der Siegeszug Napoleons erreichte auch Sachsen und 1809 kehrte Carlowitz als Rittmeister zur Armee zurück. Er wurde Adjutant des Generalleutnants Zezschwitz. Dieser führte die sächsische Kavallerie im Fünften Koalitionskrieg mit den Franzosen gegen die Österreicher. Er kämpfte bei Linz und Amstädten. Für die Schlacht bei Wagram erhielt Carlowitz das Ritterkreuz des Militär-St.-Heinrichs-Ordens. Er wurde zum Major befördert und erhielt die Aufgabe ein Jägerbataillon zu formen. Carlowitz wurde am 6. Juli 1812 Oberstleutnant und Kommandeur dieser Truppe. Das Bataillon stand zunächst in Torgau in Garnison und war daher nicht in den Untergang der Grande Armée mit hineingezogen. 1813 ging Carlowitz nach Dresden, wo er den russischen Zaren Alexander traf. Dieser schickte ihn nach Prag zum sächsischen König, um ein Bündnis zur verhandeln. Die Versuche scheiterten. Er kehrte zu den Alliierten zurück und nach der Schlacht bei Bautzen trat Carlowitz am 1. November 1813 als Generalmajor in russische Dienste.
Nach der Völkerschlacht bei Leipzig wurde in Sachsen ein Generalgouvernement unter Repnin errichtet. Carlowitz wurde dort Chef des Kriegswesens und Führer des „Banners der freiwilligen Sachsen“. Die Sachsen kamen zum 5. Armeekorps unter Sachsen-Coburg und nahmen 1814 an der Belagerung von Mainz teil. Nach dem Pariser Frieden wurde Carlowitz vom Zaren nach Paris gerufen und ging anschließend mit diesem nach Wien. Er hatte ein gutes Verhältnis zum preußischen Minister von Stein und konnte so zwischen den Preußen und Russen vermitteln. Noch während des Wiener Kongresses wechselte Carlowitz am 17. April 1815 in preußische Dienste und erhielt vom Zaren den Orden der Heiligen Anna I.Klasse.
Als Napoleon von Elba auf das Festland kam, wurde Carlowitz vom preußischen König am 21. Juni 1815 als Bevollmächtigter in das österreichische Hauptquartier zu General Frimont nach Italien geschickt. Im Feldzug von 1815 kämpfte er in Südfrankreich. Nach dem Krieg wurde er am 3. Oktober 1815 zum Inspekteur der Landwehr ernannt. Sein Quartier befand sich zunächst in Halle, dann in Merseburg. Carlowitz hatte auch ein gutes Verhältnis zum General Kleist von Nollendorf. In Halle pflegte er auch wieder lebhaften Kontakt zu den Professoren der Universität. Am 22. Februar 1820 wurde er Kommandeur der 8. Landwehr-Brigade. Am 18. Januar 1821 erhielt er den Roten Adlerorden III. Klasse und am 29. Mai 1821 wurde er dann als 1. Kommandant nach Magdeburg versetzt, wo er am 30. März 1822 den Charakter eines Generalleutnants erhielt. Am 3. August 1824 folgte seine Versetzung als Vizegouverneur nach Mainz, wo er am 24. Oktober 1824 das Patent zu seinem Dienstgrad erhielt. Am 25. Januar 1825 wurde Carlowitz mit dem Roten Adlerorden II. Klasse mit Eichenlaub ausgezeichnet. Außerdem erhielt er am 30. August 1825 das Dienstkreuz sowie 7. März 1827 den Hessischen Ludwigsorden. 
1829 wurde die Festung Mainz an Österreich übergeben und Carlowitz als Gouverneur am 22. Oktober 1829 in die Festung Breslau versetzt. Von den Österreichern erhielt er den Orden der Eisernen Krone I. Klasse. Sein König verlieh ihm den Roten Adlerorden I. Klasse. Im Sommer 1836 erkrankte Carlowitz an Wassersucht. Man glaubte die Krankheit bereits überwunden, als er am 20. Januar 1837 verstarb. Er wurde zunächst am 24. Januar auf dem Garnisonsfriedhof beigesetzt, aber auf Anordnung seines Bruders Friedrich August auf das Familiengut überführt und dort beigesetzt.

### Sonstiges
Carlowitz war ab 1804 Mitglied der Dresdner Freimaurerloge „Zu den drei Schwertern und wahren Freunden“ und machte Schloss Kuckuckstein zu einem Treffpunkt für Freimaurer. Er förderte Schriftsteller wie Novalis sowie den Dichter Heinrich von Kleist. Während des Aufenthalts des Dichters in Dresden unterstützte ihn Carlowitz finanziell und gab ihm für die Zeitschrift Phöbus ein Verlagsprivilegium in Kuckuckstein.
Zu Ehren Carlowitz' wurde in Mainz-Kastel, seit 1945 Stadtteil von Wiesbaden, die Carlowitzstraße benannt.

### Familie

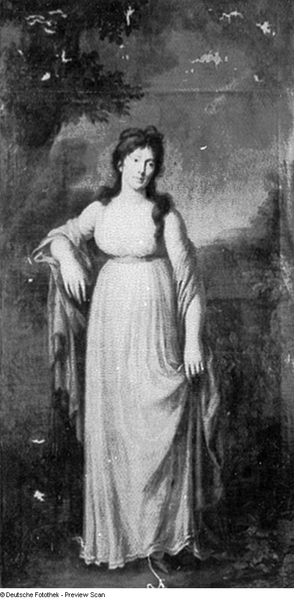
Maria Josepha von Pötting und Persing (1776–1834)

Er heiratete am 23. November 1796 die Gräfin Maria Josepha von Pötting und Persing (1776–1834). Das Paar hatte vier Söhne und drei Töchter, darunter:
- Marie Josepha Henriette Karoline (1798–1859) ⚭ 1821 Rudolf Wilhelm von Schönberg († 1851)
- Karl Gustav Adolf (1800–1848), stand in preußischen, russischen und türkischen Diensten
- Friedrich Paul Aemil (1801–1851), Herr auf Großhartmannsdorf, Legationsrat und Geschäftsträger am sächsischen Hof ⚭ 1837 August Marie Henriette Leopoldine von Seelhorst (1817–1852)
- Georg Karl (1802–1860), Major a. D. ⚭ 1850 Marie Friedrike Oppermann Dithfurt (1825–1887), die Witwe heiratete 1862 Hans Ludwig von Schönberg-Pötting, sächsischer Oberst a. D.
- Moritz Kurt Christoph (1803–1833), Sekondeleutnant
- Bertha Rudolfine Konstantine (1805–1832)
- Adolfine Charlotte Sophie (1809–1881) ⚭ 1843 Heinrich Wilhelm Heilborn von Born, Major a. D., Adelstand 1843